# Seiken Shukumine
 (juin 2024).
La mise en forme du texte ne suit pas les recommandations de Wikipédia : il faut le « wikifier ».
Les points d'amélioration suivants sont les cas les plus fréquents. Le détail des points à revoir est peut-être précisé sur la page de discussion.
- Les titres sont pré-formatés par le logiciel. Ils ne sont ni en capitales, ni en gras.
- Le texte ne doit pas être écrit en capitales (les noms de famille non plus), ni en gras, ni en italique, ni en « petit »…
- Le gras n'est utilisé que pour surligner le titre de l'article dans l'introduction, une seule fois.
- L'italique est rarement utilisé : mots en langue étrangère, titres d'œuvres, noms de bateaux, etc.
- Les citations ne sont pas en italique mais en corps de texte normal. Elles sont entourées par des guillemets français : « et ».
- Les listes à puces sont à éviter, des paragraphes rédigés étant largement préférés. Les tableaux sont à réserver à la présentation de données structurées (résultats, etc.).
- Les appels de note de bas de page (petits chiffres en exposant, introduits par l'outil «  Source ») sont à placer entre la fin de phrase et le point final[comme ça].
- Les liens internes (vers d'autres articles de Wikipédia) sont à choisir avec parcimonie. Créez des liens vers des articles approfondissant le sujet. Les termes génériques sans rapport avec le sujet sont à éviter, ainsi que les répétitions de liens vers un même terme.
- Les liens externes sont à placer uniquement dans une section « Liens externes », à la fin de l'article. Ces liens sont à choisir avec parcimonie suivant les règles définies. Si un lien sert de source à l'article, son insertion dans le texte est à faire par les notes de bas de page.
- La présentation des références doit suivre les conventions bibliographiques. Il est recommandé d'utiliser les modèles {{Ouvrage}}, {{Chapitre}}, {{Article}}, {{Lien web}} et/ou {{Bibliographie}}. Le mode d'édition visuel peut mettre en forme automatiquement les références.
- Insérer une infobox (cadre d'informations à droite) n'est pas obligatoire pour parachever la mise en page.

Pour une aide détaillée, merci de consulter Aide:Wikification.
Si vous pensez que ces points ont été résolus, vous pouvez retirer ce bandeau et améliorer la mise en forme d'un autre article.
 (juin 2024).
Seiken Shukumine, né le 9 décembre 1925 dans la ville de Nago à Okinawa au Japon et décédé le 26 novembre 2001 à Itō dans la préfecture de Shizuoka, est un karatéka japonais ayant fondé le style Gensei-Ryu ainsi que le Taido.
Seiken Shukumine, de son véritable prénom Harunori, est né le 9 décembre 1925 à Arime, dans l’actuelle ville de Nago à Okinawa. Dès l’âge de cinq ans son père, directeur d’école primaire, confie son éducation physique à un pratiquant de karaté, Ankô Sadoyama (1880 - ?). Celui-ci lui fera découvrir le karaté, tout en l'incitant fortement à développer ses capacités physiques. À son entrée au collège en 1938, le jeune Shukumine commence à pratiquer le kendô, mais attiré par le karaté il réussit à se faire admettre comme disciple d’un expert peu connu de karaté, Sokô Kishimoto (1862 - 1945).
Kishimoto qui se targuait de n'avoir jamais eu de maître et d'avoir tout appris lors de nombreux kake-dameshi (duels) aurait néanmoins, selon certaines sources, été disciple de Bushi Takemura (1814 ? - 1896), lui-même disciple de Tode Sakugawa (1782 - 1862 ?). De par cette filiation, on peut déduire que le style pratiqué par Kishimoto était de type Shuri-te, alors qu’il semble que Sadoyama pratiquait le Naha-te (d’après Shukumine, dans « Karate-do tanren sankagetsu »). Sokô Kishimoto eut également pour disciple Seitoku Higa (1920 - ), par la suite fondateur du Bugeikan et premier président de la Fédération de Karaté et de Kobudo d’Okinawa (Okinawa Karate Kobudô rengô-kai). Quoi qu'il en soit, Seiken Shukumine pratiquait semble-t-il un karaté peu orthodoxe basé plutôt sur l'esquive et des attaques fulgurantes aux points vitaux. Kishimoto disparut au cours de la bataille d’Okinawa en 1945. Seiken Shukumine, alors engagé volontaire dans une escadre de sous-marins de poche suicides (Kōryū1) de la marine impériale et basée à Yanai dans la préfecture de Yamaguchi, échappa à une mort certaine grâce à la reddition du Japon.
Après la guerre, Seiken Shukumine continua à pratiquer et commença à développer de nouvelles techniques dans le but de créer son propre style de karaté. Après être passé de l’île principale, Honshû, à l’île de kyûshû, il retournera un temps sur son île natale d’Okinawa, pour finalement retourner sur Honshû et s’installer dans la ville d’Itô dans la préfecture de Shizuoka. Il semble qu’il assista un temps un de ses anciens condisciples du temps de Kishimoto, Seiichi en mémoire de Kishimoto, qu’il nomma le Gensei-ryû (玄制流). Le 2 octobre 1955, il participa à une démonstration télévisée de différents styles de karaté, organisée par la chaîne NTV (Nippon Television), avec Seiichi Akamine (Gôjû-ryû), Kanki Izumigawa (Gôjû-ryû), Hidetaka. Nishiyama (Shôtôkan), Ryusho Sakagami (Shitô-ryû), Yasuhiro Konishi (Ryôbu-kai). Il y démontrera entre autres le kata Koshokun-dai, ainsi qu’une casse d’un empilement de 34 tuiles couvrantes. En 1955, il obtient le grade de 8e dan kyôshi de la Dai Nippon Butokukai.
Après une dizaine d’années de développement du karaté Gensei-ryû et à la suite de divergences, notamment au sujet des règles de compétition, et sans doute également à cause de dissensions internes, il décide de quitter le monde du karaté pour créer un nouvel art du budô, qu’il nomme Taido (Tai : 躰＝身＋体 le corps et l’esprit comme un tout, 道 : la voie). Durant cette période, les autres styles de karaté  tentaient  de se regrouper au sein d’une même organisation (Japan Karate Federation)  Ainsi le 23 janvier 1965 est fondée l’Association Japonaise de Taido et le Taido-Hon’in (Institut du Taido). Le 19 novembre 1967 sont organisés le premier championnat national de Taido ainsi que le premier championnat national universitaire, qui auront lieu ensuite tous les ans jusqu’à l’heure actuelle. En 1983, la Fédération Mondiale de Taido (WTF) est créée et le premier championnat international est organisé à Tokyo en 1984. En 1987 le premier championnat européen de Taido est organisé en Suède et aura lieu ensuite tous les quatre ans. En 1993, le premier championnat du monde est organisé à Tokyo et aura, lui aussi, lieu dorénavant tous les quatre ans.
Seiken Shukumine décède le 26 novembre 2001 à son domicile, dans la ville d’Itô, d’un arrêt du cœur, à l’âge de 75 ans.
1. Kôryû ou également kôhyôteki-chôgata : il s’agit d’un sous-marin de poche de 26 m de long avec un équipage de 5 hommes, conçu pour la défense finale du Japon vers la fin de la guerre. À l’origine équipé de 2 torpilles, il fut en fait pourvu d’un système d’autodestruction destiné à le faire exploser au contact de sa cible.